# راس كاب أركونا
كاب أركونا (بالألمانية: Kap Arkona)‏ هو رأس في جزيرة روغن في مكلنبورغ-فوربومرن في ألمانيا يرتفع 45 مترا.تعتبر واحدة من أكثر الوجهات السياحية شعبية في روغن، حيث تستقبل حوالي 800,000 زائر سنويًا.
يوجد عليه منارتات مناراتان وبرج ملاحة وقلعة والعديد من المباني السياحية (المطاعم والحانات ومحلات بيع التذكارات).
يحدث انهيار ساحلي متكرر خاصة في فصل الشتاء بسبب الجيولوجيا وحالة الطقس.

## مناخ

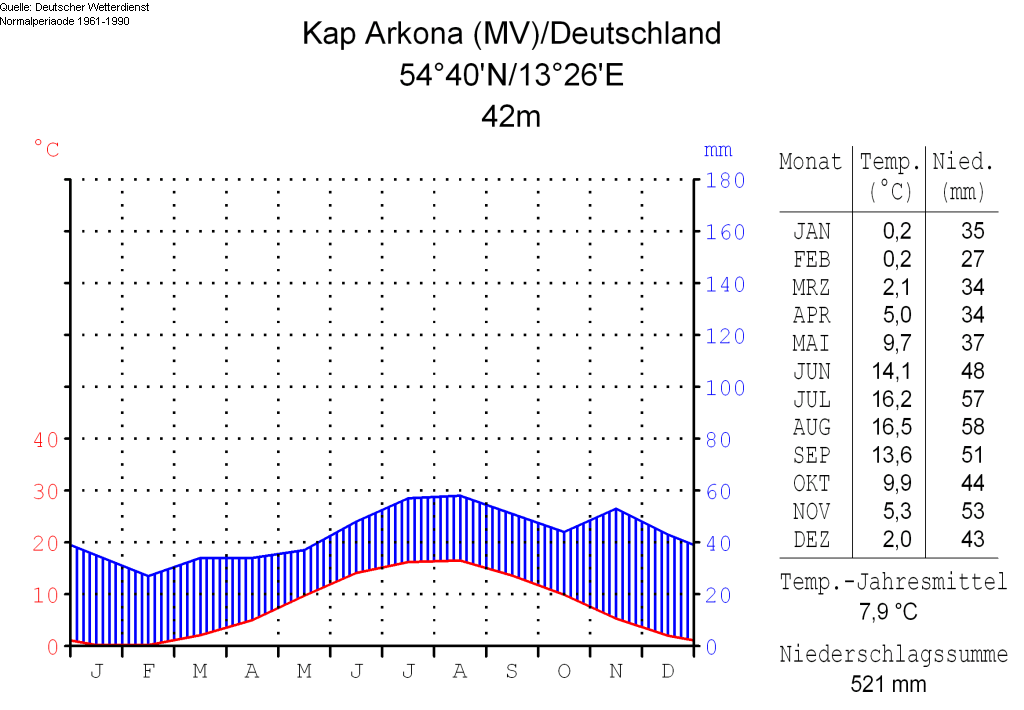
مخطط مناخي

يبلغ متوسط درجة الحرارة السنوية 7.9°. هطول الأمطار يصل إلى 521 مم في السنة. بسبب قربها من البحر ورطوبتها عالية جدا. 
| البيانات المناخية لـ{{{location}}} | البيانات المناخية لـ{{{location}}} | البيانات المناخية لـ{{{location}}} | البيانات المناخية لـ{{{location}}} | البيانات المناخية لـ{{{location}}} | البيانات المناخية لـ{{{location}}} | البيانات المناخية لـ{{{location}}} | البيانات المناخية لـ{{{location}}} | البيانات المناخية لـ{{{location}}} | البيانات المناخية لـ{{{location}}} | البيانات المناخية لـ{{{location}}} | البيانات المناخية لـ{{{location}}} | البيانات المناخية لـ{{{location}}} | البيانات المناخية لـ{{{location}}} |
| الشهر                              | يناير                              | فبراير                             | مارس                               | أبريل                              | مايو                               | يونيو                              | يوليو                              | أغسطس                              | سبتمبر                             | أكتوبر                             | نوفمبر                             | ديسمبر                             | المعدل السنوي                      |
| ---------------------------------- | ---------------------------------- | ---------------------------------- | ---------------------------------- | ---------------------------------- | ---------------------------------- | ---------------------------------- | ---------------------------------- | ---------------------------------- | ---------------------------------- | ---------------------------------- | ---------------------------------- | ---------------------------------- | ---------------------------------- |
| [بحاجة لمصدر]                      |                                    |                                    |                                    |                                    |                                    |                                    |                                    |                                    |                                    |                                    |                                    |                                    |                                    |

## حادث
في 26 كانون الأول/ديسمبر 2011، كان هناك أنزلاق صخري كبير في كيب أركونا، حيث دفنت طفلة في العاشرة من عمرها وأصابت والدتها بجروح خطيرة. تم التخلي عن البحث الذي استمر أسبوعًا عن الطفل في 8 يناير 2012 ولم يتم العثور على جثة الطفل حتى وجدت جثته سفح المنحدر حتى 31 يناير 2012.

## بحري
السفن

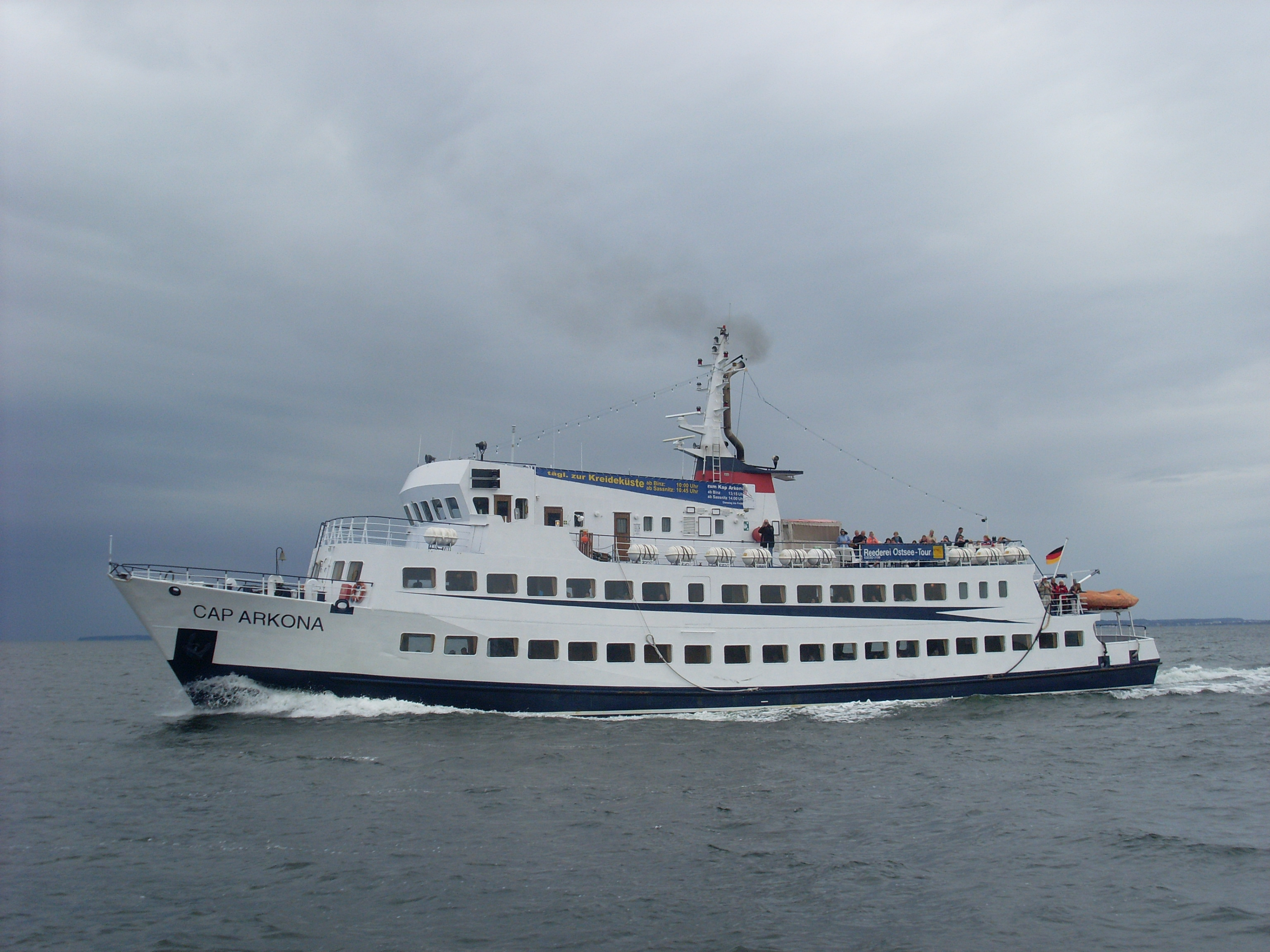
السفينة المسماة كاب أركونا

تم تسمية السفن التالية باسم كاب اركونا:
- تم إطلاق سفينة كاب أركونا أس أس الألمانية الفاخرة في المحيط عام 1927.
- سفينة الشحن، كاب اركونا، المملوكة لشركة Deutsche Seereederei (DSR).
- طراد الإنقاذ، أركونا، في الخدمة في فريق البحث والإنقاذ البحري الألماني.

آخر

## روابط خارجية
- kap-arkona.de صفحة Cape Arkona التابعة لبلدية Putgarten
- Die Gardvogteien Wîtov / Wittow und Jâsmund / Jasmund موقع على شبكة الإنترنت مع معلومات حول Arkona
- Holger Vonberg (4 أكتوبر 2005). "Unterirdisches Jubiläum am Kap". Ostsee-Zeitung. مؤرشف من الأصل في 2007-09-27. اطلع عليه بتاريخ 2006-10-08.